# Mar di Norvegia
Il Mar di Norvegia (in norvegese: Norskehavet) fa parte dell'oceano Atlantico settentrionale e si colloca fra il Mare del Nord (a nord della Scozia) e il Mar di Groenlandia. A ovest lambisce il Mare d'Islanda e a nord-est il Mare di Barents. A sud-ovest lo separa dall'Oceano Atlantico una dorsale sottomarina situata fra l'Islanda e le isole Fær Øer. A nord la dorsale di Jan Mayen lo separa dal Mar Glaciale Artico.

## Correnti
Nel Mar di Norvegia e nel Mar di Groenlandia le acque superficiali sprofondano per circa 2/3 km fino al fondale ossigenando le acque di profondità. Ne risultano una corrente di superficie calda e una corrente di profondità fredda che lambiscono la costa occidentale della Norvegia.
La corrente dell'Islanda orientale trasporta acque fredde dal Mar di Norvegia verso l'Islanda e poi a est lungo il circolo polare artico. La corrente norvegese atlantica invece trasporta acqua più calda influenzando il clima della Norvegia e permettendo che l'area resti sgombra dai ghiacci.
Nel Mar di Norvegia ha origine gran parte dell'acqua profonda del Nord Atlantico.